# Seävnulvarra
Seävnulvarra är en kulle i Finland. Den ligger i Enare kommun i landskapet Lappland, i den norra delen av landet, 1 000 km norr om huvudstaden Helsingfors. Toppen på Seävnulvarra är 363 meter över havet.
Terrängen runt Seävnulvarra är huvudsakligen platt, men österut är den kuperad.  Trakten runt Seävnulvarra är nära nog obefolkad, med mindre än två invånare per kvadratkilometer.